# Bair Dorschijewitsch Badjonow
Bair Dorschijewitsch Badjonow (russisch Баи́р Доржи́евич Бадёнов; * 28. Juni 1976 in Sugalai, Transbaikalien) ist ein russischer Bogenschütze burjatischer Abstammung. Er tritt in der olympischen Disziplin Recurve an.
Badjonow begann im Alter von zehn Jahren mit dem Bogenschießen. 1993 gewann er den Titel bei den Juniorenweltmeisterschaften. Drei Jahre später wurde er in Kranjska Gora als Mitglied der russischen Mannschaft Europameister im Teamwettbewerb und nahm im gleichen Jahr an den Olympischen Sommerspielen in Atlanta teil. Bei den Olympischen Sommerspielen 2000 erreichte er zusammen mit Balschinima Zyrempilow und Juri Leontiew den vierten Platz im Mannschaftswettbewerb. Für die Olympischen Sommerspiele 2004 konnte er sich nicht qualifizieren.
2007 siegte er in Antalya bei einer Weltcupveranstaltung und wurde im März 2008 bei den Halleneuropameisterschaften in Turin Zweiter mit dem Recurvebogen. Im August 2008 ging Badjonow in Peking zum dritten Mal bei Olympischen Spielen an den Start. Er drang bis ins Halbfinale vor, unterlag dort aber dem späteren Olympiasieger Wiktor Ruban. Im Kampf um die Bronzemedaille behielt er mit fünf Punkten Differenz gegen den Mexikaner Juan René Serrano die Oberhand.